# Entraigues (Isère)
Entraigues ist eine französische Gemeinde mit 225 Einwohnern (Stand: 1. Januar 2022) im Département Isère in der Region Auvergne-Rhône-Alpes (vor 2016 Rhône-Alpes). Sie gehört zum Arrondissement Grenoble und zum Kanton Matheysine-Trièves.

## Geographie
Die Gemeinde Entraigues liegt teilweise im Nationalpark Écrins am Westrand des Écrins-Massivs der Dauphiné-Alpen, etwa 36 Kilometer südsüdöstlich von Grenoble. Das Gemeindegebiet wird vom Flüsschen Malsanne durchquert, das hier in die Bonne einmündet. Umgeben wird Entraigues von den Nachbargemeinden Le Périer im Norden, Valjouffrey im Osten, La Salette-Fallavaux im Süden, Saint-Michel-en-Beaumont im Südwesten sowie Valbonnais im Westen und Nordwesten.
Die höchsten Berggipfel in Entraigues:
- Tête du Vet 2161 m
- L’Arcanier 2576 m
- Le Chamoux 2198 m
- Gargas 2207 m
- Le Colombier 1946 m

## Bevölkerungsentwicklung
| Jahr                       | 1962 | 1968 | 1975 | 1982 | 1990 | 1999 | 2011 | 2021 |
| -------------------------- | ---- | ---- | ---- | ---- | ---- | ---- | ---- | ---- |
| Einwohner                  | 249  | 244  | 203  | 197  | 207  | 229  | 236  | 224  |
| Quellen: Cassini und INSEE |      |      |      |      |      |      |      |      |

## Sehenswürdigkeiten
- Kirche Saint-Benoît
- Kapelle Sainte-Famille im Ortsteil Gragnolet
- Kapelle Saint-Bernard im Ortsteil Le Villard

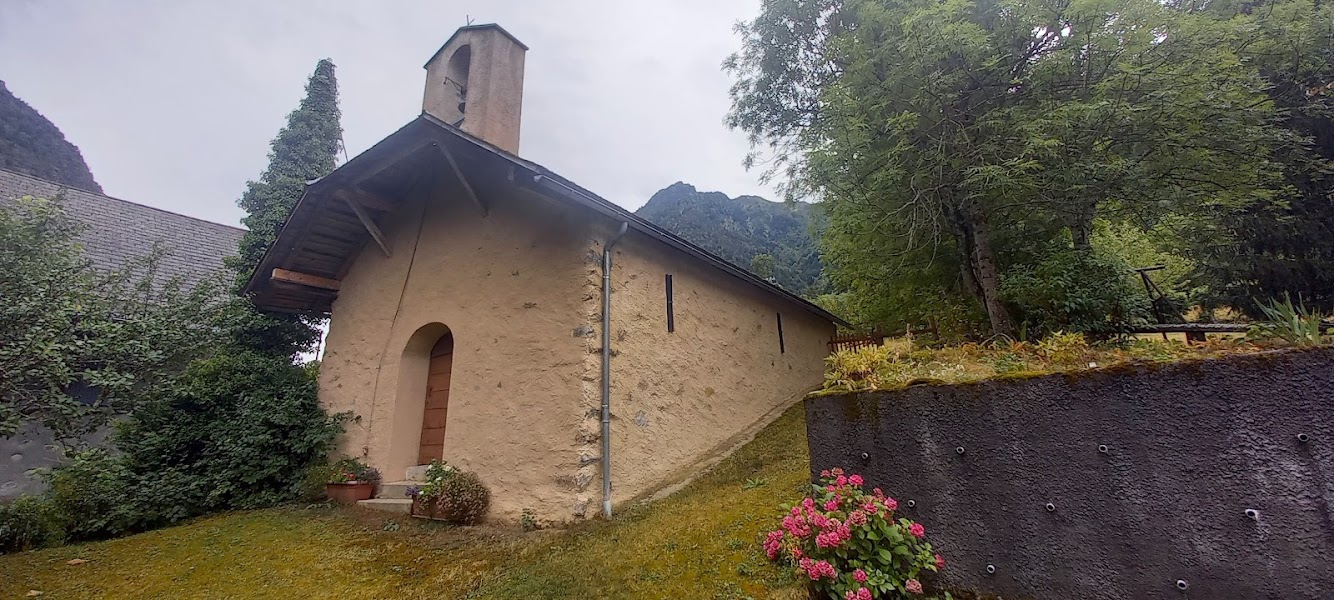
Kapelle Sainte-Famille